# Marie Tussaud
Anna Maria Tussaud, detta Marie, nata Grosholtz (Strasburgo, 1º dicembre 1761 – Londra, 15 aprile 1850), è stata una scultrice francese, conosciuta per le sue sculture di cera di personaggi famosi e fondatrice del museo delle cere Madame Tussauds.

## Biografia

### Infanzia
Nacque col nome di Anna Maria Grosholtz (talvolta scritto Grossholtz o Grossholz) a Strasburgo. Suo padre, un militare di nome Joseph Grosholtz, venne ucciso in battaglia, nel corso della Guerra dei sette anni, due mesi prima della nascita di Marie. Sua madre, Anne Made, si trasferì con la figlia a Berna, divenendo governante a casa del Dr. Philippe Curtius (1741-1794). Poco dopo acquisì anche la nazionalità svizzera.
Curtius era un medico, ed era abile nella modellazione di parti anatomiche in cera, che egli adoperava per le sue lezioni di anatomia. Successivamente iniziò anche a fare dei ritratti. La piccola Marie gli era talmente affezionata da chiamarlo perfino "zio". Curtius si trasferì a Parigi nel 1765, e iniziò a costruire un laboratorio per la produzione di figure in cera; in quell'anno la giovanissima artista realizzò una statua in cera di Madame du Barry, l'amante di Luigi XV. Una serie di queste forme, che servirono per la modellazione delle prime statue, sono i più antichi reperti ancora esistenti delle opere dell'artista.

### Primi anni
Nel 1767 Marie e sua madre raggiunsero Curtius a Parigi. La prima mostra dei lavori di Curtius avvenne nel 1770, e fin da subito attrasse una folta presenza di visitatori, ammaliati dal talento straordinario della scultrice di realizzare statue quasi identiche al vero. In seguito, nel 1776, fu spostata al prestigioso Palais-Royal: visto il successo che l'artista riscosse anche qui, venne aperta una nuova esposizione al Boulevard du Temple nel 1782, la Caverne des Grands Voleurs, una camera degli orrori ante-litteram. Curtius iniziò ad insegnare a Marie l'arte della modellazione della cera ed ella dimostrò subito un grande talento, creando la sua prima statua di Jean-Jacques Rousseau nel 1778. Successivamente realizzò anche dei modelli del filosofo Voltaire, del membro degli Stati generali del '89 Honoré de Mirabeau e dello scienziato Benjamin Franklin.
In particolare, Ben Franklin era per Tussaud un grande amico, tanto che quando visitò per la prima volta la Francia nel 1766, avrebbe fatto ritorno anche negli anni successivi non solo per negoziare il trattato di alleanza tra Francia e Stati Uniti, ma anche per visitare la sua cara amica Marie. Il busto di Franklin e del compagno Houdon sono datati 1778, e tuttora esposti al Metropolitan Museum di New York.
Secondo le Memoires di Tussaud, Franklin era un ospite abituale a casa sua, tanto che nello studio della fisionomia dello scienziato l'artista scrisse:
(Madame Tussaud, Memoires)

Madame Tussaud scrisse inoltre nelle sue memorie che "Voltaire, Rousseau, Franklin, Mirabeau e gli uomini più importanti del giorno, tutti quanti (anche Rousseau!), si sottomisero pazientemente alle mie mani!".

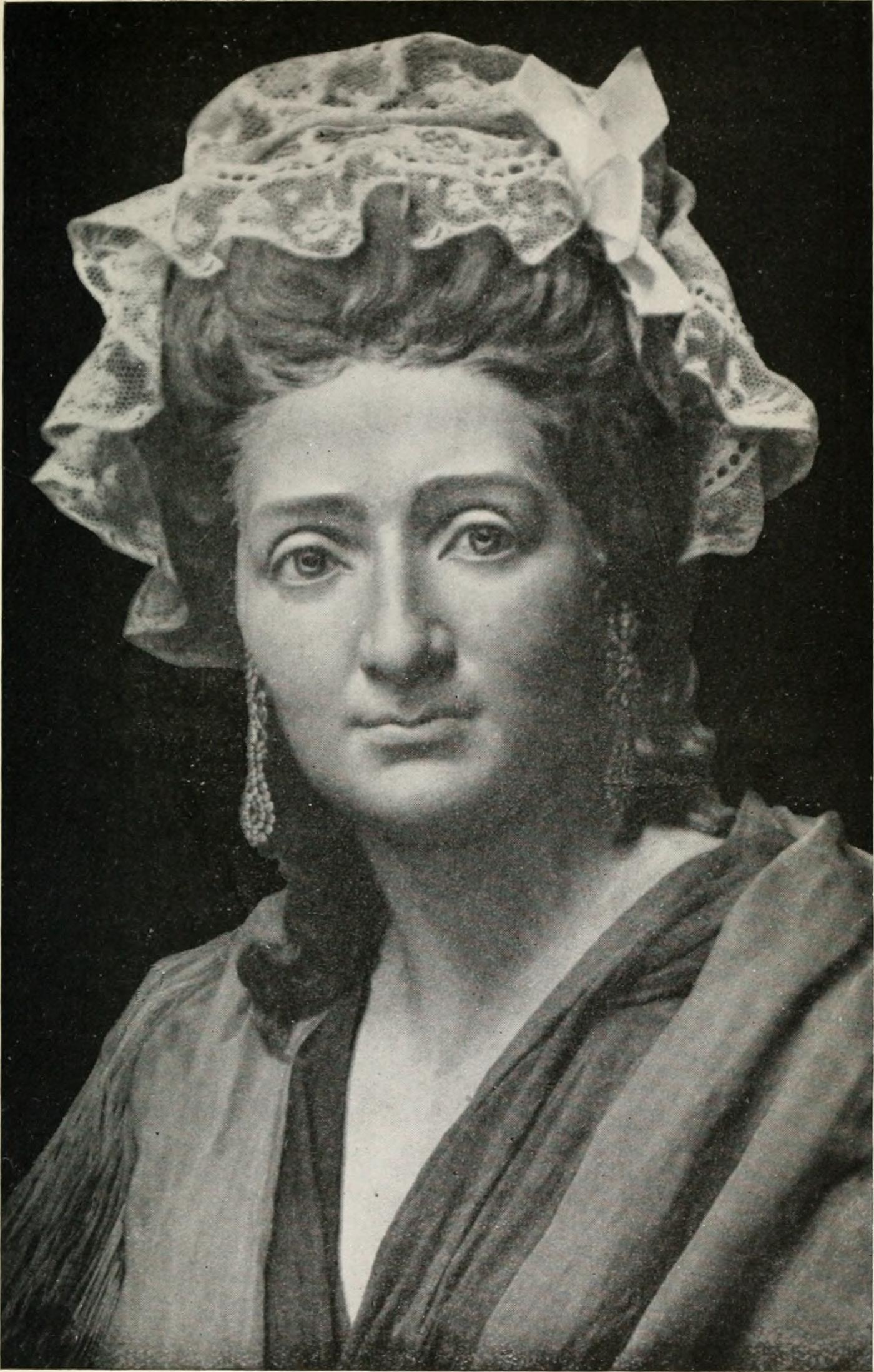
Marie Tussaud a 42 anni.

### Rivoluzione francese
Marie rimase coinvolta nella rivoluzione francese, avendo così modo di incontrare molti importanti personaggi dell'epoca, fra cui Napoleone Bonaparte e Robespierre, di cui avrebbe poi realizzato le statue di cera. Nello stesso tempo era stata in ottimi rapporti con la corte del re di Francia. In particolare dal 1780, allo scoppio della rivoluzione, insegnò arte alla sorella minore di Luigi XVI, Elisabetta di Borbone-Francia.
Il 12 luglio 1789 le teste di cera di Jacques Necker e di Luigi Filippo II di Borbone-Orléans realizzate da Curtius, vennero portate in giro per Parigi in una manifestazione di protesta due giorni prima dello scoppio della rivoluzione.
Marie venne così arrestata dai rivoluzionari per sospetto di simpatie verso la monarchia. Rimase in carcere in attesa di essere ghigliottinata in compagnia di Giuseppina di Beauharnais, futura Imperatrice di Francia. Quando ormai le era già stata rasata la testa come era prassi prima dell'imminenza esecuzione, venne salvata dalla sua arte. Fu infatti adibita all'esecuzione delle maschere di cera dei condannati a morte, alcuni dei quali erano stati suoi amici. Realizzò, fra le altre, le maschere di Maria Antonietta, Marat e Robespierre.
Alla morte di Curtius, nel 1794, Marie ricevette in eredità la sua collezione di statue. Nel 1795 sposò l'ingegnere François Tussaud, e la coppia ebbe due figli, Joseph e François.
Nel 1802 Marie Tussaud andò a Londra con Joseph, che allora aveva quattro anni, mentre l'altro figlio rimase in Francia col padre. A seguito delle guerre napoleoniche le fu impossibile ritornare in Francia e pertanto iniziò a portare le sue statue in giro per la Gran Bretagna e l'Irlanda. Nel 1821, o nel 1822, riuscì finalmente a ricongiungersi anche con l'altro figlio. Nel 1835 realizzò la prima mostra permanente a Baker Street. Nel 1838 scrisse le sue memorie e nel 1842 realizzò il suo autoritratto che si trova oggi all'ingresso del suo museo. Alcune delle statue da lei realizzate sono ancora esistenti al giorno d'oggi.
Nella sua vita, Madame Tussaud realizzò un totale di oltre 400 statue.

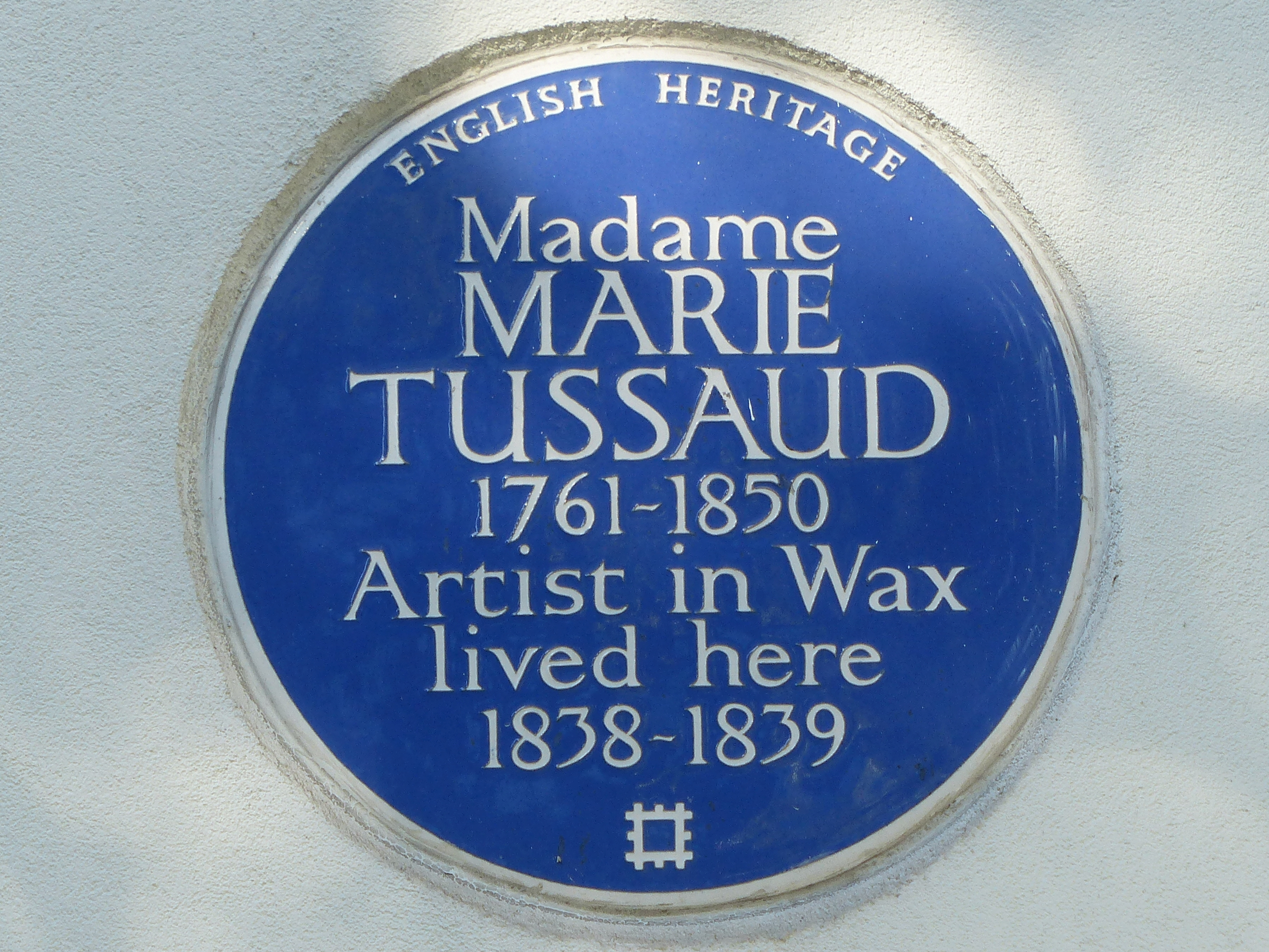
Targa commemorativa di Tussaud

### Morte
Marie Tussaud morì a Londra nel 1850 all'età di 88 anni. Una targa in memoria di Madame Marie Tussaud si trova nel lato destro della navata della chiesa di St. Mary a Cadogan Street a Londra.

## Eredità
Il museo delle cere di Madame Tussauds è oggi una delle maggiori attrazioni turistiche della città di Londra, e ha creato delle sedi anche in altre sette città del mondo, ovvero Amsterdam, Hong Kong (Victoria Peak), Las Vegas, Copenaghen, Berlino, Washington e New York. Oggi nel mondo esistono ben 17 sedi di Madame Tussauds.

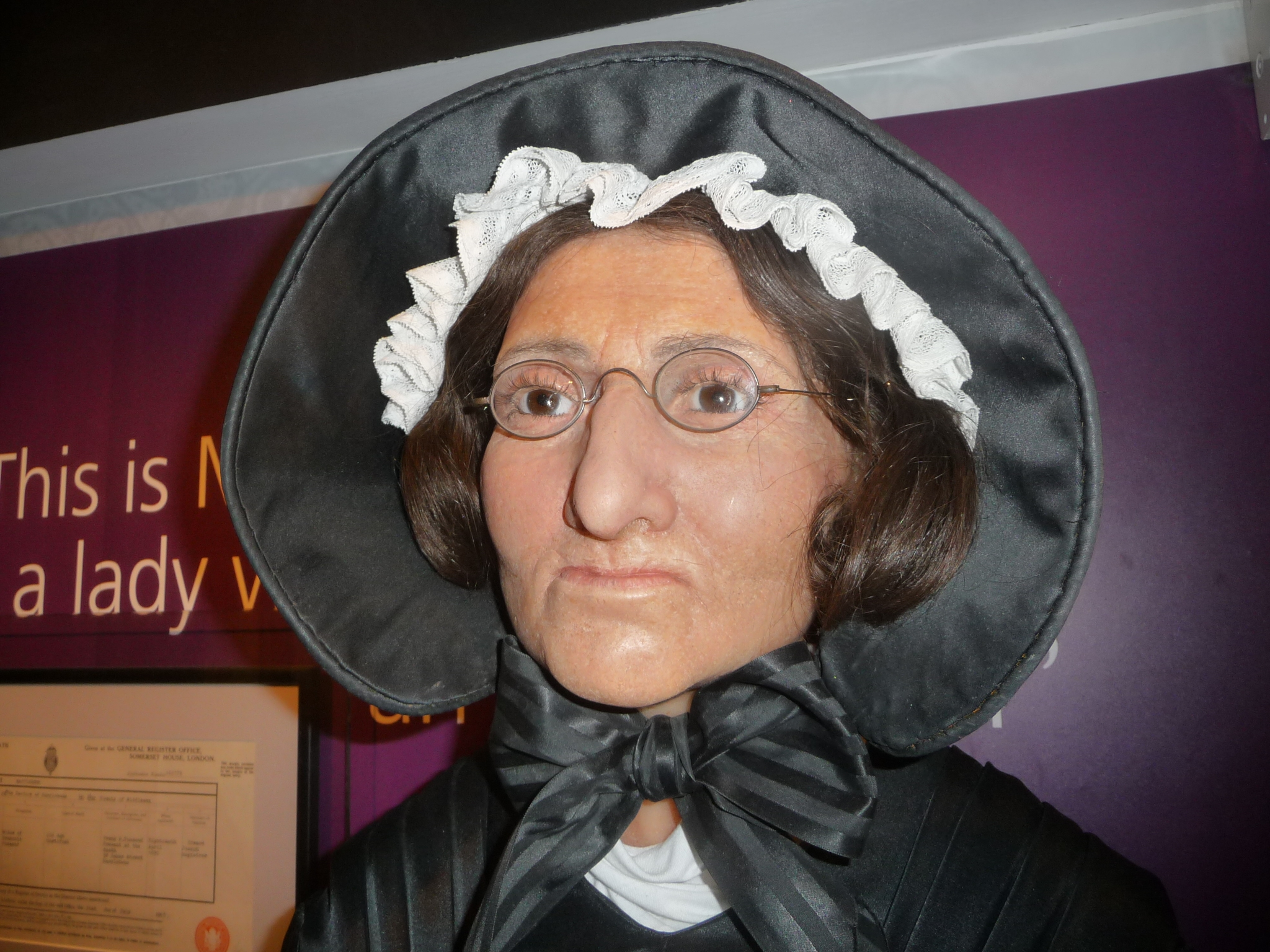
Statua di cera di Madame Tussaud a Londra

## Nella cultura di massa
Oltre ad essere famosa per i musei delle cere che devono a lei il nome, Marie Tussaud successivamente è comparsa anche in alcuni romanzi e film.
Ad esempio, ella è uno dei personaggi principali del libro Faces of the Dead di Suzanne Weyn. L'opera Little (2018) dell'inglese Edward Carey è una trasposizione in romanzo biografico della vita dell'artista.
Inoltre, Tussaud è apparsa in alcuni videogiochi, primo fra tutti il celebre Assassin's Creed: Unity (2014), come assegnataria delle missioni nel videogioco, ambientato durante la Rivoluzione francese.